# 加斯帕雷·梅希納
加斯帕雷·梅希納（義大利語：Gaspare Messina，義大利語發音：[ˈɡaspare mesˈsiːna]，1879年8月7日—1957年6月15日）是一名美國黑幫，他創立了新英格蘭黑手黨，後來被稱為帕特里亞爾卡犯罪家族。1905年，他和妻子從西西里島移民到布魯克林。梅希納和他的家人於1915年到達波士頓，1932年退休，不再擔任波士頓黑手黨的頭目。他的繼任者是Phil Buccola。1957年6月15日，梅希納在麻薩諸塞州的薩默維爾去世。

## 早年
加斯帕雷·梅希納於1879年8月7日出生在意大利西西里島的薩萊米，父親是Luciano Messina，母親是Gaspara Clementi。1905年11月4日，加斯帕雷與Francesca Riggio在薩萊米結婚。同月，這對夫婦移民到美國，於1905年11月25日到達紐約港，度過了一個漫長的蜜月。這對夫婦在布魯克林區域的威廉斯堡定居，並決定在美國永久居留。在布魯克林生活期間，家庭不斷壯大，梅希納開了一間面包店，並加入了後來變成博南諾犯罪家族的當地黑手黨。

## 波士頓
到1915年，梅希納和他的家人搬到波士頓。他在那裡開了一間新的面包店，而且很快就被公認為是當地西西里黑手黨的老大。他的犯罪家族的形成和他被提升為老大的確切情況不得而知。可以確定的是，他在1915年就到了波士頓，而尼古拉·秦梯利回憶說，在1921年，波士頓當地的黑手黨老大梅希納邀請他參加為他舉辦的宴會。
1923年，美國特勤局在逮捕Salvatore Leonardi時，發現他身上有一封寫給梅希納的信，並發現梅希納曾給偽造計劃的頭目寄過一張100美元的匯票，從而找出梅希納參與偽造計劃的證據。超過50人因參與散布價值50萬美元的波士頓聯邦準備銀行10美元假鈔的計劃而被捕。梅希納從未被指控，但他去西西里島進行了一次長時間的旅行，於1924年12月回程。
1925年，梅希納是一間名為G·梅希納公司（G. Messina & Company）的批發雜貨店的總裁。他的其中一位伙伴Frank Cucchiara因持有槍支、六根炸藥和96盎司嗎啡而於1925年3月26日被捕。同年後期，Cucchiara因經營非法彩票被罰款50美元。
大約1927年，梅希納與他的家人搬到了薩默維爾附近的郊區。
1930年12月，在波士頓的一次會議上，梅希納被黑手黨同伴選中成為臨時教父（capo di capi），在之前喬·馬塞里亞與敵對黑幫薩爾瓦托雷·馬蘭扎諾發生鬥爭，這場鬥爭通常被稱為卡斯泰拉姆馬雷戰爭，而馬塞里亞在鬥爭中被剝奪教父頭銜。馬蘭扎諾在這個衝突中證實勝出後獲得了頭銜。

## 逝世
根據聯邦調查局（FBI）放置在雷蒙德·帕特里亞爾卡辦公室的監聽裝置，梅希納在1932年卸任老大一職，由Phil Buccola接任。他退休後，他仍保留了對繼任者的「顧問」角色。1957年6月15日，梅希納在麻薩諸塞州的薩默維爾去世。

## 外部連結
- Biography of Messina on The American Mafia website （页面存档备份，存于）